# OpenShift
OpenShift és una família d'aplicacions informàtiques de contenidorització desenvolupades per RedHat. El seu vaixell almirall és OpenShift Container Platform, una Plataforma com a servei on-premises construïda al voltant del contenidors Docker, orquestrats per Kubernetes sobre Red Hat que permet desplegar projectes en contenidors. Per a això, OpenShift utilitza les tecnologies Docker i Kubernetes.
Altres productes de la família són:
- OKD, el servei upstream
- OpenShift Online, la plataforma que ofereix Programari com a servei
- OpenShift Dedicated, proveïdor de serveis gestionats.

## Avantatges
OpenShift proposa objectes de configuració com :
- Construir imatges
- Integrar un registre privat parametritzable per separar les imatges per projecte
- Proposar una interfície utilitzable per un « no administrador »
- Proposar enrutaments cap a les aplicacions
- Gestió de drets, restricció, autentificació, etc…[1]

En termes de Productivitat :
- Capacitat de provisionar entorns d'aplicatiu de forma ràpida
- Proveïment d’un catàleg d’imatges preparades per ser usades
- Desplegament ràpid de solucions en producció

En termes de Simplicitat :
- Desplegament al Núvol o On-premises (o ambdós en paral·lel)
- Administració i supervisió simplificada, completa i rica
- Llibertat controlada pels desenvolupadors i els Ops

En termes d'Evolutivitat :
- Densificació de les infraestructures amb un increment del nombre d'aplicacions
- Reactivitat davant els pics d'ús (desenvolupament/ús de les aplicacions)

## Llenguatges suportats
- Haskell
- Java
- JavaScript
- .NET
- Perl
- PHP
- Python
- Ruby

## Bases de dades suportades
- Microsoft SQL Server
- MongoDB
- MySQL
- PostgreSQL
- Couchbase